# Ellen Harvey
Ellen Harvey (Pomona, Californië, 2 oktober 1965) is een Amerikaanse actrice. Harvey is het meest bekend door haar rollen in de series, House of Cards, The Blacklist en Gotham. Ook had Harvey een rol in het computerspel Red Dead Redemption 2.

## Filmografie

### Films
| Jaar | Titel                             | Rol                |
| ---- | --------------------------------- | ------------------ |
| 1994 | The Hard Truth                    | City Hall reporter |
| 1996 | Stop the World, I Want to Get Off |                    |
| 2017 | Present Laughter                  |                    |

### Series
| Jaar | Titel                          | Rol                |
| ---- | ------------------------------ | ------------------ |
| 1993 | Eden                           | Tawny              |
| 1995 | Partners                       | Embittered Woman   |
| 2009 | The Battery's Down             | Lois Grand         |
| 2011 | Late Show with David Letterman | Miss Jones         |
| 2015 | Younger                        | Consulate Official |
| 2015 | Gotham                         | Judge              |
| 2016 | House of Cards                 | Martha Wilson      |
| 2017 | Great Performances             | Miss Erikson       |
| 2019 | The Blacklist                  | Anne Mauler        |

### Computerspellen
| Jaar | Titel                 | Rol                   |
| ---- | --------------------- | --------------------- |
| 2018 | Red Dead Redemption 2 | Catherine Braithwaite |